# Chic (Chic)
| Recensione       | Giudizio |
| ---------------- | -------- |
| AllMusic         | [ 1 ]    |
| Robert Christgau | B-       |

Chic è l'album di debutto della band statunitense Chic, pubblicato nel 1977 dall' Atlantic Records.
L'album ha raggiunto la posizione 27 sull'US Pop charts e la posizione 12 sull'R&B charts, ed è stato certificato disco d'oro dalla RIAA, avendo venduto più di mezzo milione di copie.

## Tracce
Tutte le tracce, dove non indicato, sono state scritte da Bernard Edwards e Nile Rodgers.

### Lato A
1. Dance, Dance, Dance (Yowsah, Yowsah, Yowsah) – 8:21 (Bernard Edwards, Nile Rodgers, Kenny Lehman)
2. São Paulo – 5:01 (Bernard Edwards, Nile Rodgers, Kenny Lehman)
3. You Can Get By – 5:36

### Lato B
1. Everybody Dance – 6:41
2. Est-ce que c'est Chic? – 3:52
3. Falling in Love with You – 4:29
4. Strike Up the Band – 4:32 (Bernard Edwards, Nile Rodgers, Kenny Lehman)